# Ruger MK IV
Ruger Mark IV — самозарядный пистолет, производящийся американской оружейной компанией Sturm, Ruger & CO,, использует патрон .22 LR кольцевого воспламенения. Это четвертый преемник оригинального Ruger Standart, заменил предыдущий Ruger MK III.

## Изменения после предыдущего пистолета
Самой важной особенностью Mk IV является шарнирное соединение с кнопкой в тыльной части рамки, под затвором. В отличие от предыдущей версии, эта конструкция позволяет пользователю производить неполную разборку пистолета существенно быстрее и проще.
Другие изменения конструкции включают:
- Модернизированную систему затвора;
- Эргономичный рычаг затворной задержки;
- Двусторонний флажковый предохранитель, блокирующий шептало;
- Удобно расположенную на рамке слева кнопку защёлки магазина;
- Магазин свободно выпадает при нажатии защёлки для ускорения перезарядки;
- Модели Hunter и Target кроме стандартных накладок рукоятки могут снабжаться новыми деревянными накладками оборачивающего типа;
- Модель 22/45 Lite имеет анодированную под бронзу ствольную коробку и планку Пикатинни[1].

## Варианты
- Standard
- Target
- Hunter
- Competition
- Tactical
- 22/45
- 22/45 Lite
- 22/45 Tactical